# Броз (коммуна)
Броз (фр. Broze, окс. Bròsa) — коммуна во Франции, находится в регионе Юг — Пиренеи. Департамент — Тарн. Входит в состав кантона Гайак. Округ коммуны — Альби.
Код INSEE коммуны — 81041.

## География

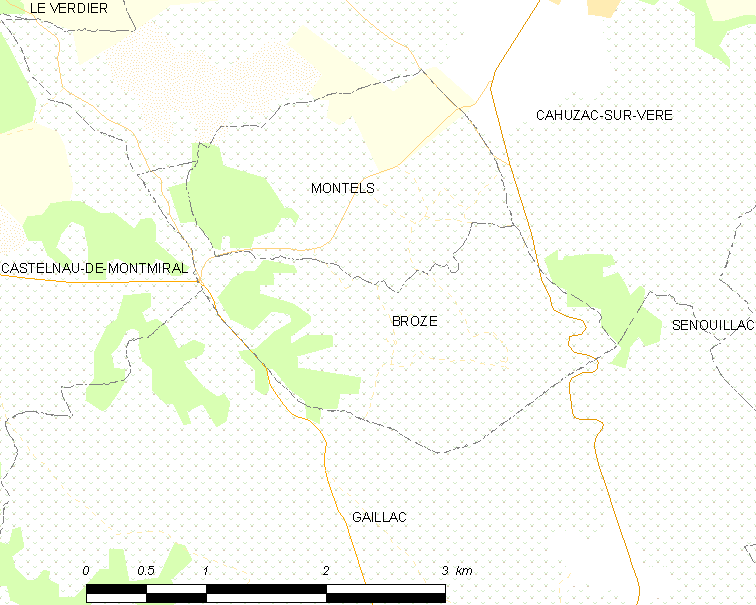
Карта коммуны

Коммуна расположена приблизительно в 550 км к югу от Парижа, в 55 км северо-восточнее Тулузы, в 21 км к западу от Альби.
Почти всю территорию коммуны занимают виноградники.

## Климат
Климат умеренно-океанический. Зима мягкая и дождливая, лето жаркое с частыми грозами. Ветры довольно редки.

## Население
Население коммуны на 2010 год составляло 104 человека.
| 1962 | 1968 | 1975 | 1982 | 1990 | 1999 | 2010 |
| ---- | ---- | ---- | ---- | ---- | ---- | ---- |
| 125  | 110  | 96   | 97   | 85   | 93   | 104  |

## Администрация
| Период | Период | Фамилия      | Партия | Примечания |
| ------ | ------ | ------------ | ------ | ---------- |
| 2001   | 2014   | Бернар Лагас |        |            |
| 2014   | 2020   | Патрик Лагас |        |            |

## Экономика
В 2007 году среди 55 человек в трудоспособном возрасте (15—64 лет) 43 были экономически активными, 12 — неактивными (показатель активности — 78,2 %, в 1999 году было 73,6 %). Из 43 активных работали 39 человек (18 мужчин и 21 женщина), безработных было 4 (3 мужчин и 1 женщина). Среди 12 неактивных 4 человека были учениками или студентами, 5 — пенсионерами, 3 были неактивными по другим причинам.